# قائمة مواضيع متعلقة بنظرية الأوتار
في ما يلي قائمة مواضيع متعلقة بنظرية الأوتار (بالإنجليزية: list of string theory topics)‏.

## نظرية الأوتار
- أوتار
- نظرية الأوتار البوزونية

- نظرية الأوتار الفائقة
  - نظرية الأوتار النوع الأول
  - نظرية الأوتار النوع الثاني
  - نظرية الأوتار غير المتجانسة
- نظرية-إم
  - مقدمة إلى نظرية-إم
- نظرية مجال الأوتار
- نظرية الأوتار المصفوفية
- تاريخ نظرية الأوتار

### ازدواجية الأوتار
- الازدواجية الغامضة
- ازدواجية تي
- ازدواجية إس
- ازدواجية يو

### جسيمات ومجالات
- جرافتون
- تاكيون
- مجال كالب-راموند
- أحادي القطب المغناطيسية

### غشاء
- غشاء دي

- تغشية سوداء
- ثقب أسود
- وتر أسود
- علم الكون الغشائي
- رسم تخطيطي للرعشة

## تناظر فائق
- جاذبية فائقة
- مجموعة لاي الفائقة

## نظرية الحقل الامتثالي
- جبر فيراسورو
- التناظر المرآتي (نظرية الأوتار)

## هندسة
- نظرية كلوزا-كلاين
- جمع الأبعاد
- متعدد شعب كلابي ياو
- نظرية كاي

## تصوير مجسم
- مبدأ الهولوغرافية
- تماثل مكان دي سيتر المضاد ونظرية الحقل الامتثالي

## نظرية المقياس
- أوتار ديراك
- شكل-بي للديناميكا الكهربائية

## أشخاص
- نيما أركاني حامد
- مايكل عطية
- توم بانكس
- ديفيد بيرنستين
- كورتيس كالان
- إميليو ديل جوديس
- مايكل دين
- لويز دولان
- ميخائيل ر. دوغلاس
- ميخائيل داف
- سيرجيو فيرارا
- ويلي فيشلر
- دانيال فريدان
- سيلفستر جيمس غيتس
- مايكل بوريس جرين
- براين غرين
- دايفيد غروس
- آلان غوث
- جيفري هارفي
- بترا هورافا
- تسنيم زهرا حسين
- جاري جيبونز
- ميتشيو كاكو
- إيغور كليبانوف
- أوسكار كلاين
- إميل مارتينك
- جريج مور
- روبرت مايرز
- ك. س. ناراين
- نيكيتا نكراسوف
- ديفيد اوليف
- ألكسندر ماركوفيتش بولياكوف
- ليزا راندال
- جون هنري شفارتز
- سوفانكار دوتا
- استيون شنكر
- وارن سيغل
- ليونارد سسكيند
- تشارلز ثورن
- باول تاونسند
- كامران وفا
- غابرييل فينيزيانو
- إدوارد ويتن